# Balch (Tadschikistan)
Balch (tadschikisch Балх; bis 2017 tadschikisch Колхозобод Kolchosobod, russisch Колхозабад Kolchosabad) ist das Verwaltungszentrum des Bezirks (nohija) Rumij (Румӣ) in der Provinz (wilojat) Chatlon im Südwesten Tadschikistans. In der städtischen Siedlung (schahrak) am Unterlauf des Wachsch blieben die Reste der frühmittelalterlichen befestigten Stadt Kafirkala erhalten.

## Lage

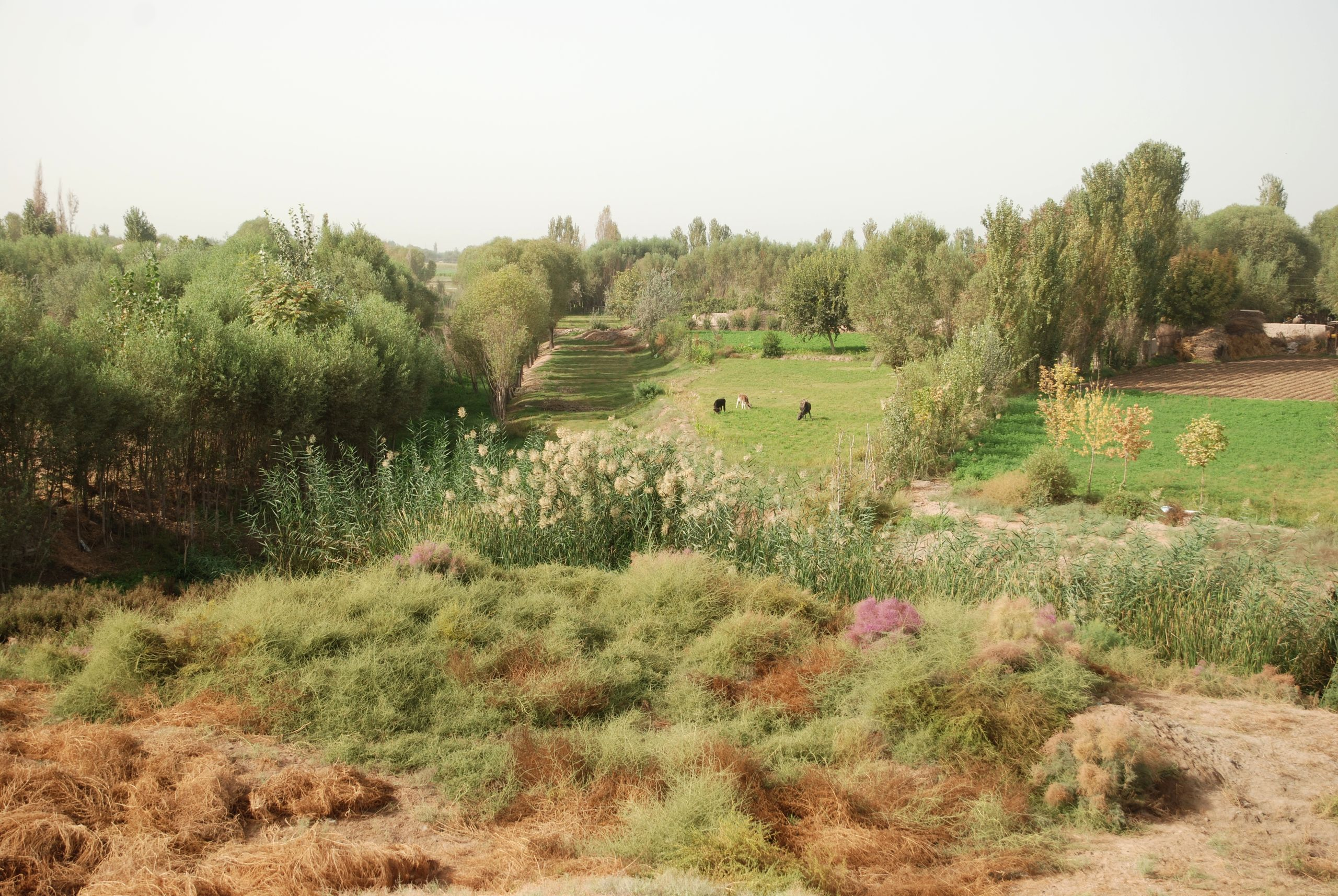
Felder und verschilfte Bewässerungsgräben am westlichen Stadtrand nahe Kafirkala

Balch liegt auf 390 Meter Höhe im breiten Flusstal des unteren Wachsch, dem größten Fluss im Süden Tadschikistans, der rund 60 Kilometer südlich in den Pandsch mündet. Dieser heißt flussabwärts der Einmündung Amudarja und bildet die Grenze zu Afghanistan. Im Westen wird das Tal von der bis zu 1633 Meter hohen Bergkette Aruk-Tau begrenzt. Sie trennt das Wachsch-Tal vom Tal des Kofarnihon. Die östliche Begrenzung des bis zu 30 Kilometer breiten Wachsch-Tals bildet die Bergkette Terekli-Tau (Terekli Tagh), die sich ungefähr zwischen den Städten Danghara im Norden und Pandsch am gleichnamigen Fluss im Süden erstreckt.
Von der Landeshauptstadt Duschanbe führt die Fernstraße A384 über Obikiik nach Süden bis zum etwa 120 Kilometer entfernten Balch. Eine etwas längere Verbindung von Duschanbe ist die A385, die über Norak nach Danghara und weiter nach Südosten über Kurbon Schahid nach Kulob verläuft. Von Danghara zweigt eine Straße nach Südwesten durch das Wachsch-Tal ab und erreicht etwa 32 Kilometer hinter Qurghonteppa Balch. Etwa gleich weit von Qurghonteppa und Balch entfernt liegt östlich der Straße die Siedlung Wachsch. Die nächste Kleinstadt gut 50 Kilometer südwestlich von Balch ist Qubodijon im Tal des Kofarnihon. Über Schahritus führt die A384 weiter nach Termiz in Usbekistan. Vom Anschluss in Termiz wurde zwischen 1966 und 1980 eine 264 Kilometer lange Bahnlinie über Qubodijon drei Kilometer westlich an Balch vorbei nach Norden bis zur Siedlung Jowon gebaut. 1999 wurde die Strecke ab Qurghonteppa um 132 Kilometer nach Osten bis Kulob erweitert.
Die Böden in der Talebene sind fruchtbar und eignen sich bei künstlicher Bewässerung für den Anbau von Baumwolle, Getreide und Gemüse. Die Durchschnittstemperaturen erreichen ein Maximum im Juli von 29,2 °C und ein Minimum im Januar von 3,1 °C. Der hauptsächlich im Winter und Frühjahr fallende Jahresniederschlag beträgt im Durchschnitt 280 Millimeter. Dies ist die unterste Niederschlagsmenge, bei der ein Regenfeldbau möglich sein kann.

## Bezirk

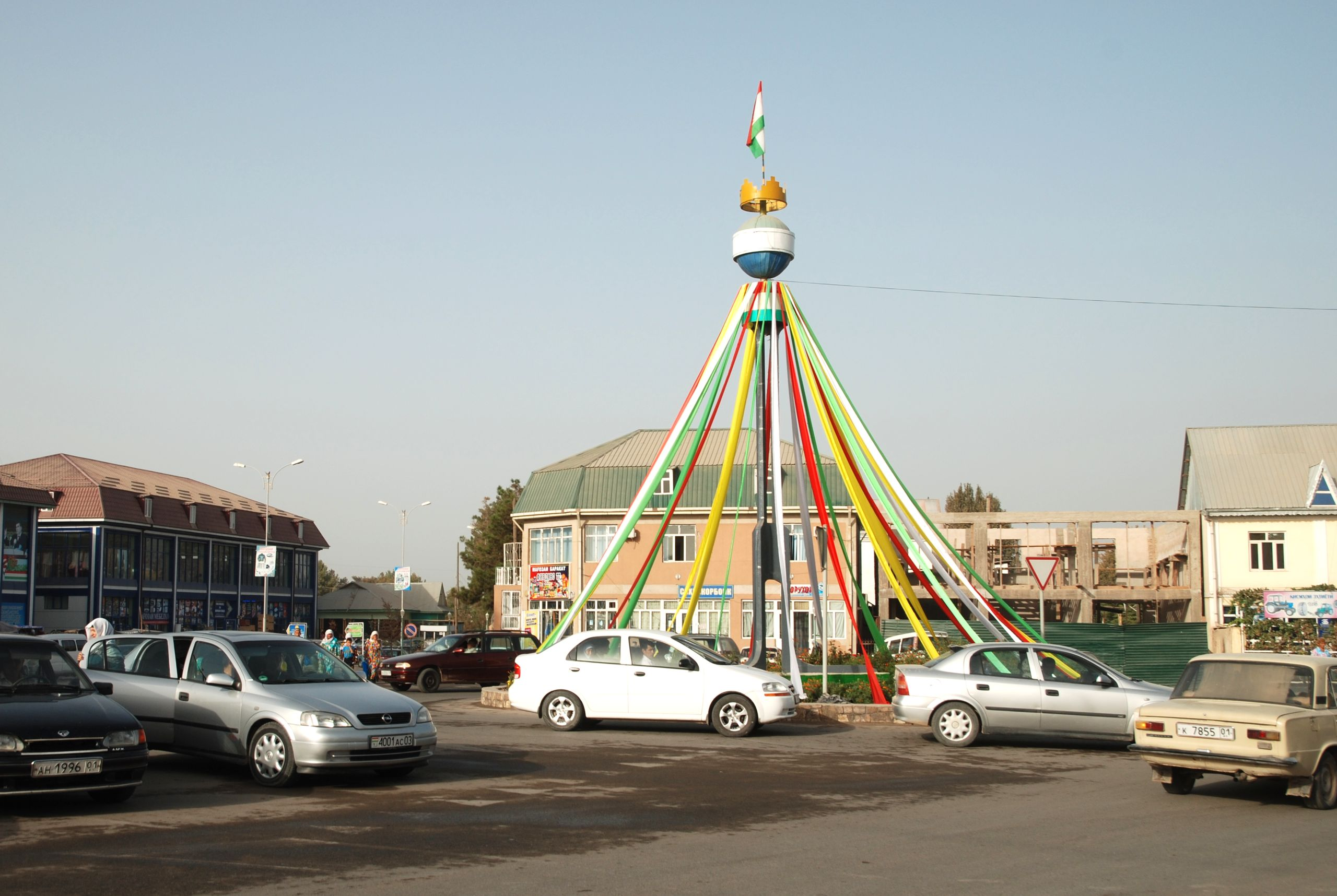
Zentrale Kreuzung in der Nähe des Marktes

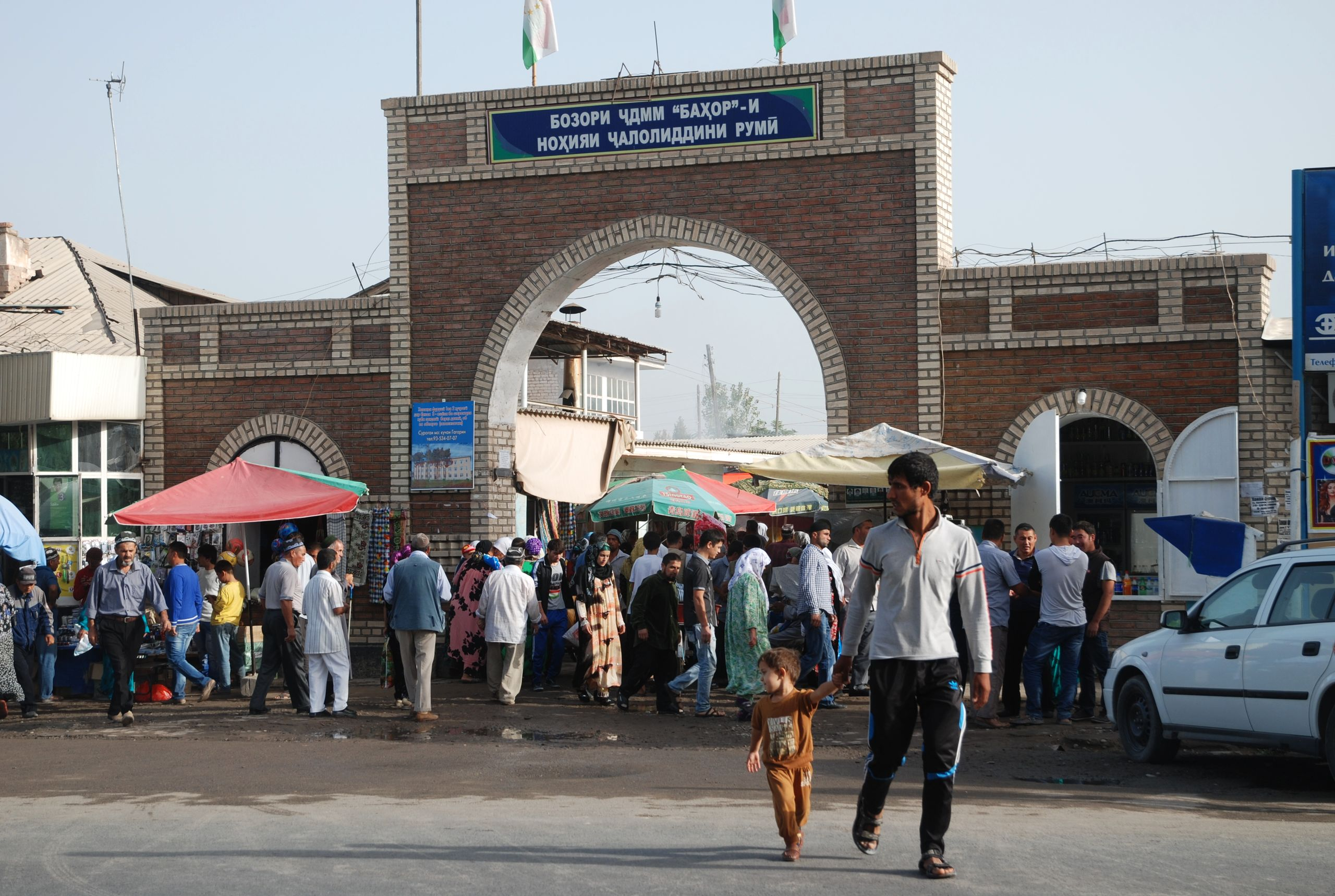
Eingang zum Markt mit dem Namen des Bezirks: Nohijai Dschaloluddini Rumi.

Der heute nach dem persischsprachigen Dichter Dschalal ad-Din ar-Rumi (tadschikisch Ҷалолуддини Румии Dschaloluddini Rumii, 1207–1273) benannte Bezirk Rumij (Dschaloluddini Rumii nohija) hieß bei seiner Gründung 1933 Tugalang und von 1934 bis 2007 Kolchosobod. Die umliegenden Bezirke wurden ebenfalls in den 1930er Jahren mit der Einführung des staatlichen Bewässerungsfeldbaus im Tal des Wachsch gegründet. Der Bezirk gehörte zu einer Oblast, die von 1944 und 1947 und erneut von 1977 bis 1992 Kurgan-Tjube (Qurghonteppa) hieß.
Der Bezirk umfasst ein Gebiet von 1142 Quadratkilometern, auf dem 134.200 Einwohner (nationales Amt für Statistik in Kurghonteppa, 2003) überwiegend in kleinen Dörfern leben. Der Anteil der städtischen Bevölkerung beträgt 17.400 (Angabe von 2010). Unterteilt wird der Bezirk in sechs Unterbezirke (dschamoat): Usun, Nawobod, Madanjat, Guliston, Frunse, Kalinin und Tugalang. Umgeben ist der Bezirk Rumij von den Bezirken Dschilikul (Ҷиликӯл) im Westen, Bochtar (Бохтар) im Nordosten, Wachsch (Вахш) im Norden, Farchor (Фархор) im Osten, Pandsch (Панҷ) im Südosten und Qumsangir (Қумсангир) im Süden.
In den 1930er Jahren begann mit den Vorgaben der sowjetischen Planwirtschaft die großflächige Anpflanzung von ägyptischer Baumwolle im Tal des unteren Wachsch. Dies machte den Ausbau der bislang nur aus Erdstraßen und dem Schiffsverkehr auf dem Amudarja bestehenden Infrastruktur erforderlich. 1932 wurde eine erste Schmalspurbahnlinie vom Flusshafen Panzi Pojon am Amudarja über den Ort Wachsch im Wachsch-Tal bis Qurghonteppa in Betrieb genommen. In den 1950er Jahren wurden viele Tadschiken aus den zentralen Bergtälern zur Arbeit auf den Baumwollfeldern in die südwesttadschikischen Ebenen zwangsumgesiedelt. Die landwirtschaftlichen Großbetriebe waren Kolchosen, die mit dem Suffix -abad namensgebend für Bezirk und Stadt wurden. Baumwollfelder benötigen eine intensive Bewässerung. Das Wasser wird über Kanäle aus dem Wachsch abgeleitet. Infolge der Höhendifferenz muss im Bezirk mehr als die Hälfte des Wassers mit Pumpstationen auf die Felder gepumpt werden. Gegen Ende der sowjetischen Zeit gehörte das Baumwolle verarbeitende Industriekombinat von Kolchosobod neben der Aluminiumschmelze TALCO zu den größten Umweltverschmutzern des Landes.
Nach der Unabhängigkeit des Landes 1991 und mit dem Ende des darauffolgenden Bürgerkrieges begann 1996 ein Landreformprogramm, bei dem die Ackerflächen in Staatsbesitz verblieben, jedoch zur Pacht an die bisherigen Verwalter der Kolchosen übergeben wurden. In den Bezirken Kolchosobod, Schahritus und Pandsch waren bis 2003 alle geeigneten Kolchosen bis auf einzelne, die zur Samenzucht, Jungviehzucht und zu Forschungszwecken dienen, entsprechend umgewandelt. Im Bezirk Kolchosobod wurden 623 landwirtschaftliche Betriebe unter der unscharfen Bezeichnung „Dekan-Farm“ (dekan: „Landwirt“) geschaffen. In der Theorie sind die Besitzer dieser Dekan-Farmen selbständig und frei in ihren wirtschaftlichen Entscheidungen. In der Praxis zwingen die Regionalverwaltungen die Landwirte, auf mindestens 70 Prozent ihrer Ackerfläche Baumwolle anzupflanzen. Bei Zuwiderhandlung drohen sie, das Land zu enteignen. Saatgut und Düngemittel müssen bei einem Monopolisten eingekauft werden. Die durchschnittliche Betriebsgröße in Kolchosobod und vier weiteren Bezirken im Südwesten betrug 17,2 Hektar im Jahr 2003 bei Extremwerten von 1,5 und 124 Hektar. Bei einer Befragung gaben 2003 nur 6 Prozent der Haushalte in Kolchosobod an, Dekan-Land erhalten zu haben. Die große Mehrheit der Bevölkerung ist als Lohnarbeiter in größeren landwirtschaftlichen Betrieben beschäftigt.

## Stadtbild

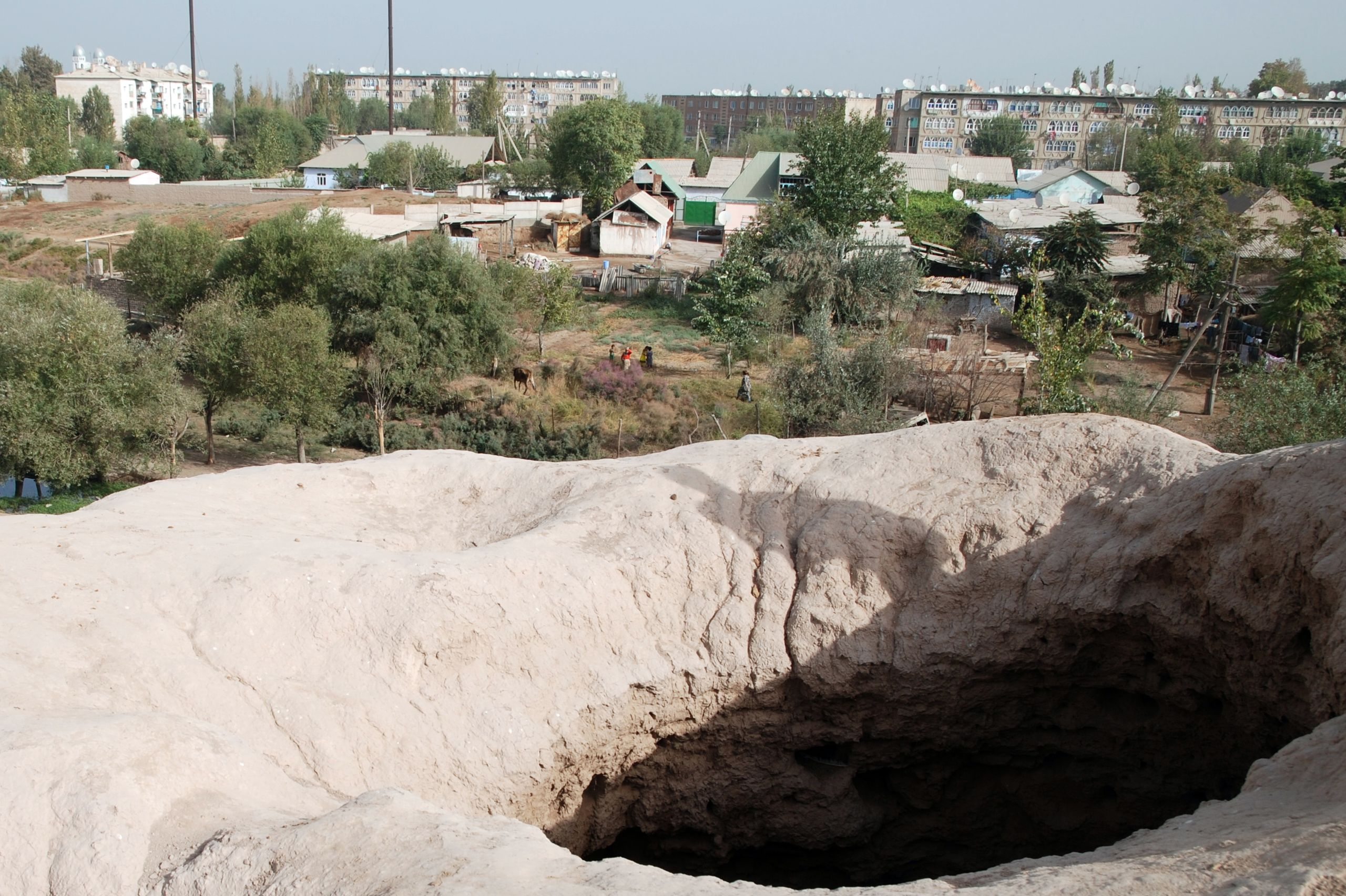
Vom Siedlungshügel Kafirkala nach Norden

Nach amtlichen Zählungen betrug die Einwohnerzahl 5.336 im Jahr 1959, 9.382 im Jahr 1970 und 10.808 im Jahr 1979. Im Jahr 1989 war die Zahl auf 13.354 angestiegen, 2010 waren es etwa 15.500. Für 2022 werden 19.800 Einwohner geschätzt.
Von 1882 bis 1934 hieß die um den alten Festungshügel Kafirkala entstandene Siedlung Tugalang und bis 1957 nach dem sowjetischen Partei- und Staatsfunktionär Lasar Kaganowitsch Kaganowitschabad (russisch Кагановичабад), bevor sie den Namen Kolchosobod erhielt. Im Rahmen der Umbenennung einer Reihe von Ortschaften der Region erhielt die Siedlung auf Anordnung der tadschikischen Nationalversammlung vom 16. Februar 2017 ihren heutigen Namen, entsprechend einer der tadschikischen Bezeichnungen (neben Bochtar) der historischen Landschaft Baktrien, in deren Nordteil der Ort liegt.
Der sowjetische Baumwollverarbeitungsbetrieb namens Sirodschiddin Issojew befand sich in einem abgewirtschafteten Zustand, als er zusammen mit 21 anderen Baumwollfabriken in Tadschikistan zwischen 1998 und 2000 privatisiert wurde.
Die Schnellstraße führt von Norden nach Süden mitten durch die Stadt, parallel zu einem breiten Bewässerungskanal am östlichen Stadtrand. Die überwiegend aus freistehenden Wohnhäusern bestehende Bebauung wird durch ein annähernd regelmäßiges rechteckiges Straßengitter erschlossen. Unweit der zentralen Kreuzung befindet sich ein großer Markt, der in halboffenen Hallen und unter Sonnenschirmen im Freien abgehalten wird. Es gibt einen gepflegten Stadtpark mit einem hohen Baumbestand. Die moderne Moschee Mullo Umar, das einzige markante Gebäude, besitzt drei hohe Kuppeln über einem Flachdach und zwei sechsstufige Minarette. Die ehemalige Festungsstadt Kafirkala (Kāfer Qalʿa) liegt einen knappen Kilometer westlich des Zentrums am Rand eines einfachen Wohngebiets und in der Nähe einiger sowjetischer Wohnblocks.